# Етельстан (король Східної Англії)
Етельстан (*Æthelstan, д/н —839/845) — король Східної Англії у 827—839/845 роках.

## Життєпис
Про походження нічого невідомо. Дослідники з огляду на етимілогію імені висловляють думку, що Етельстан міг бути родичем короля Едвальда або онуком Етельреда I чи Етельберта II. Письмових відомостей про Етельстана практично не збереглося, але археологи виявили багато монет з його ім'ям і портретом, підтвердивши тим самим його існування.
На початку 820-х років обіймав посаду елдормена. З послабленням королівської влади в самій Мерсії Етельстан вирішив відновити незалежність. У 825 році він уклав союз з Егбертом, королем Вессексу.
У 826 році почалося повстання в Східній Англії й водночас проти Мерсії виступив Вессекс. Того ж року у битві десь в Східній Англії спільні війська Егберта та Етельстана завдали ворогові поразки, в якій мерсійський король Беорнвульф загинув. Втім Мерсія не змирилася з поразкою: новий король Лудека з потужним військом вдерся до Східної Англії, проте 827 року Етельстан завдав тому нищівної поразки, в результаті чого король Мерсії загинув.
Успіх у війні проти Мерсії сприяв здобуттю незалежності Східної Англії. Спочатку, намагаючись запобігти конфлікту з Вессексом, який став претендувати на гегемонію в Британії, Етельстан визнав зверхність Егберта Вессекського. Втім ця залежність була суто номінальною.
У 839 році напевне розділив владу з Етельвердом, який міг були сином або небожем Етельстана. Помер до 845 року. Після цього одноосібним володарем став Етельверд.